# Biophytum
Біофітум (Biophytum) — рід рослин родини Квасеницеві. У рід входять близько 70 видів багаторічних і однорічних рослин.

Назва роду має грецьке коріння — воно походить від дав.-гр. βίος — життя і φυτόν — рослина.

Зустрічається в тропічних і субтропічних районах у всьому світі. Однорічний Biophytum sensitivum — традиційні ліки в Непалі. Biophytum petersianum (також відомий як Biophytum umbraculum) — лікарська рослина в Малі.
Дуже своєрідна реакція цієї рослини на різкі зовнішні подразники — Біофітум складає листя, здійснюючи ряд ритмічних скорочень. Це рух — результат зміни тургорного тиску в спеціальних клітинах подушечок з'єднань листків.
Квітки найчастіше помаранчеві, білі або рожеві.
Характерне зростання — одиночне стебло з листям тільки на верхівці — надає рослині вид маленької «пальми».